# Берберски езици
Берберските езици (или тамазигт) са група близки езици от афроазиатското езиково семейство, говорени главно от берберите в Мароко и Алжир. Много разпръснати говорещи се срещат из цяла Сахара и северната част на Сахел.
Сред берберските езици са тарифит или рифи (рифянски) (Северно Мароко), кабиле (Алжир) и ташелхит (южно от Мароко). Тамазигт ту е имал, ту е нямал писменост в продължение на близо 3000 години. Прекъсванията са били поради различни нашествия. Първоначално е използвана азбуката тифинаг, която все още се използва от туарегите. Най-старият датиран надпис е от ок. 200 г. пр.н.е.. По-късно, около 1000 – 1500 г. е използвана арабската азбука (особено от шилха в Мароко). Понастоящем често се пише с латинска азбука, особено от кабиле. В Мароко е приет за официален един вариант на тифинаг, а латинската азбука е официална в Алжир, Мали и Нигер. Но в Мали и Нигер все още се използват широко както тифинаг, така и арабската азбука, а в Мароко – латинската и арабската азбуки.
След получаване на независимост, всички страни в Магреб в различни степени следват политика на „арабизация“, целяща предимно изместването на френския език от неговата колониална позиция на преобладаващ език в образованието и грамотността. Арабизацията обаче потиска и преподаването и използването в публичното пространство както на берберските езици, така и на магребския арабски диалект. Берберите протестират срещу това състояние на нещата в Мароко и Алжир, особено Кабилия, и понастоящем и в двете страни се въвежда обучение на берберски език и берберският език се признава за национален език, но не задължително за официален такъв. В другите страни в Магреб такива мерки не са взети, но и там берберското население е много по-малко. В Мали и Нигер има няколко училища, които предлагат частично обучение на тамашек.

## Наименования
Наименованието „бербер“ не се нрави на много съвременни бербери, тъй като идва от старогръцкото barbaros – „варварин“. Независимо оттова то се използва в западните езици от много берберски автори като кабилския професор Салем Чакер от INALCO в Париж, Вернер Вичихл и Мартен Косман и Хари Стромер от Лайденския университет.
Наименованието „тамазигт“ често го заменя, особено когато става дума за североберберските езици. В западните езици това име може също да се използва (донякъде подвеждащо) специално за езика на Средните Атласки планини в Мароко, близък да ташелхит. Етимологично то означава „език на свободните“ или „език на благородниците“. В миналото наименованието „тамазигт“ (в различни форми: тамазигт, тамашек, тамаджек, тамахак) е било използвано от много берберски групи за езика, говорен от тях – включително от средноатласцкия, рифския, сенедския в Тунис и туарегския. Но от други групи са използвани други наименования: например езикът в много части на западен Алжир се е наричал тазнатит или зенатски, кабилите наричали езика си таквайлит, обитателита на Сиуа – тасиуит, а зенагския – тудхунгя ((en))  Архив на оригинала от 2006-09-27 в Wayback Machine.. Около началото на миналия век е съобщено, че зенатите от Риф наричат езика си зенатия, специално за да го разграничат от тамазигт, говорен в останалата част на Риф.
Една група, Linguasphere Observatory, се опитва да въведе неологизма „тамазки езици“ за обозначаване на берберските езици.

## Произход
Тамазигт е от Афроазиатското езиково семейство (наричано преди хамито-семитско). Генеалогистите в миналото често разглеждат берберите като араби, имигрирали от Йемен. По тази причина някои разглеждат тамазигт като произлизащ от арабския език. По политически причини, понякога е предлагано и обратното мнение: Д-р М Ааши например пише: „Тамазигт е по-стар от семитските езици. Възможно е семитските езици дори да са разклонения на тамазигт.“ Но и двете мнения се отхвърлят от повечето езиковеди, които разглеждат семитските и берберските езици като два отделни клона на афроазиатския. Проф. Карл Прасе например го разглежда като „най-общо език брат на семитския“.

## Граматика
Берберските езици имат два падежа на съществителното, организирани както следва: единият е неотбелязан, а другият служи за подлог на преходен глагол и допълнение на предлог, както и в други контексти. Първото често се нарича état libre, а второто – état d'annexion или état construit. Берберските съществителни имат два рода – мъжки (неотбелязан) и женски (отбелязван с рефлекси на представката т-). Следва илюстрация в транскрипция на кирилица със съществителното амгар – „стар мъж, шейх“:
|                   | мъжки род | мъжки род | женски род | женски род |
|                   | обикновен | агент     | обикновен  | агент      |
| единствено число  | амгар     | умгар     | тамгарт    | темгарт    |
| множествено число | имгарен   | имгарен   | тимгарин   | темгарин   |

| Портал | Портал „Африка“ съдържа още много статии, свързани с Африка. Можете да се включите към Уикипроект „Африка“. |